# Rag'n'Bone Man
Rag'n'Bone Man, de son vrai nom Rory Charles Graham, est un chanteur britannique de soul, de blues et de hip-hop, né le 29 janvier 1985 à Uckfield en Angleterre,. Il est connu pour sa voix baryton.
Il se fait connaître en 2016 avec la chanson Human qui rencontre un succès international, arrivant en tête des ventes dans plusieurs pays.
Son premier album, également titré Human, sort le 10 février 2017.

## Carrière
En 2017, lors des Brit Awards, il remporte le Critics' Choice Award et est sacré Révélation britannique de l'année (British Breakthrough Act),.
Le single All You Ever Wanted, sorti fin janvier 2021, annonce le deuxième album du chanteur, intitulé Life by Misadventure, dont la sortie est initialement prévue le 23 avril 2021. Elle est ensuite décalée au 7 mai 2021. Pour cet album, l'artiste collabore également avec la chanteuse P!nk sur la chanson Anywhere Away from Here.

## Discographie

### Albums studio
- 2017 : Human
- 2021 : Life by Misadventure
- 2024 : What Do You Believe In?

### EP
- 2012 : Bluestown
- 2013 : Dog'n'Bone (avec Leaf Dog)
- 2014 : Wolves
- 2014 : Put That Soul on Me
- 2015 : Disfigured

### Singles
- 2015 : Hard Came the Rain
- 2016 : She (Stig of the Dump feat. Rag'n'Bone Man)
- 2016 : Healed
- 2016 : Human
- 2017 : Skin
- 2019 : Giant (Featuring Calvin Harris)
- 2021 : All You Ever Wanted
- 2024 : Lovers in a life (Featuring Calvin Harris)